# Výkonné nařízení

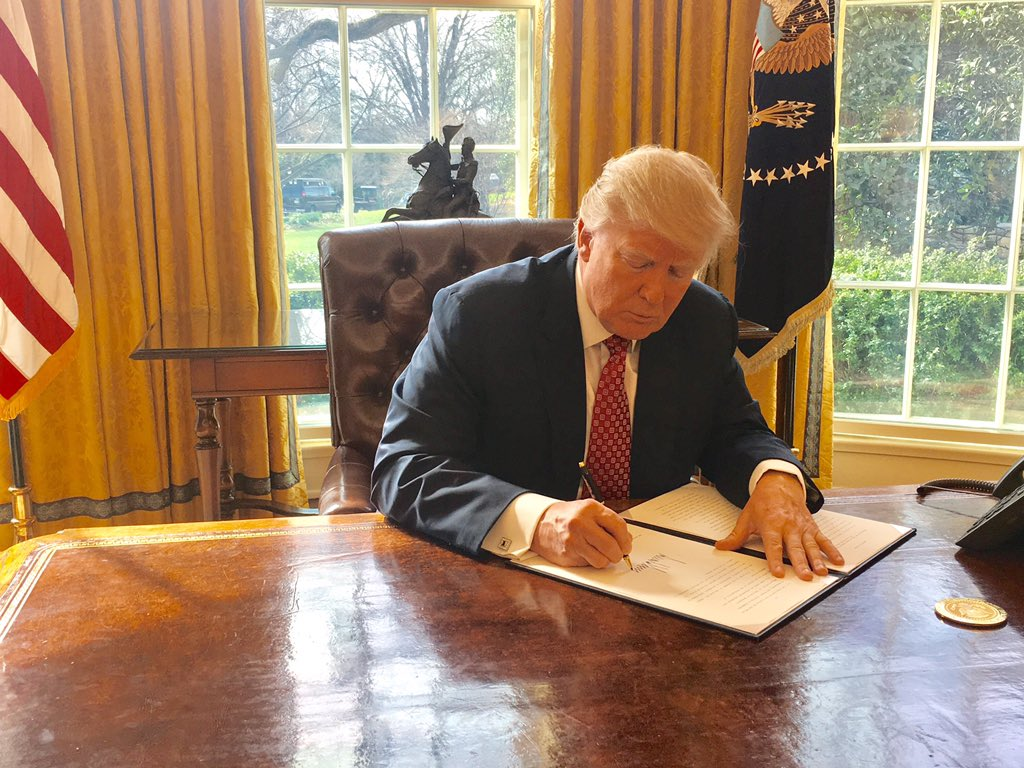
Prezident Donald Trump při podpisu výkonného nařízení č. 13780, 6. března 2017

Výkonné nařízení (angl. Executive order) je forma nařízení vydávaného prezidentem Spojených států amerických s cílem upravit postup federálních agentur nebo federálních úředníků zejména v bezodkladných otázkách.
Výkonné nařízení nabývá účinnosti okamžikem podpisu prezidentem a nevyžaduje schválení Kongresem. Výkonné nařízení nicméně musí vždy najít podporu v Ústavě, přímo v článku upravujícím výkonnou moc, nebo v zákonném zmocnění uděleném Kongresem. Kongres může přijmout zákon, který výkonné zmocnění zrušuje nebo mění, tento postup však, jako standardní legislativní proces, podléhá schválení (a možnosti veta) prezidentem.
Stejně jako všechny předpisy vládních organizací, podléhají výkonná nařízení soudnímu přezkumu a mohou být Nejvyšším soudem prohlášeny za neplatná, jestliže nenachází oporu v zákonech nebo jsou v rozporu s Ústavou.

## Právní základ

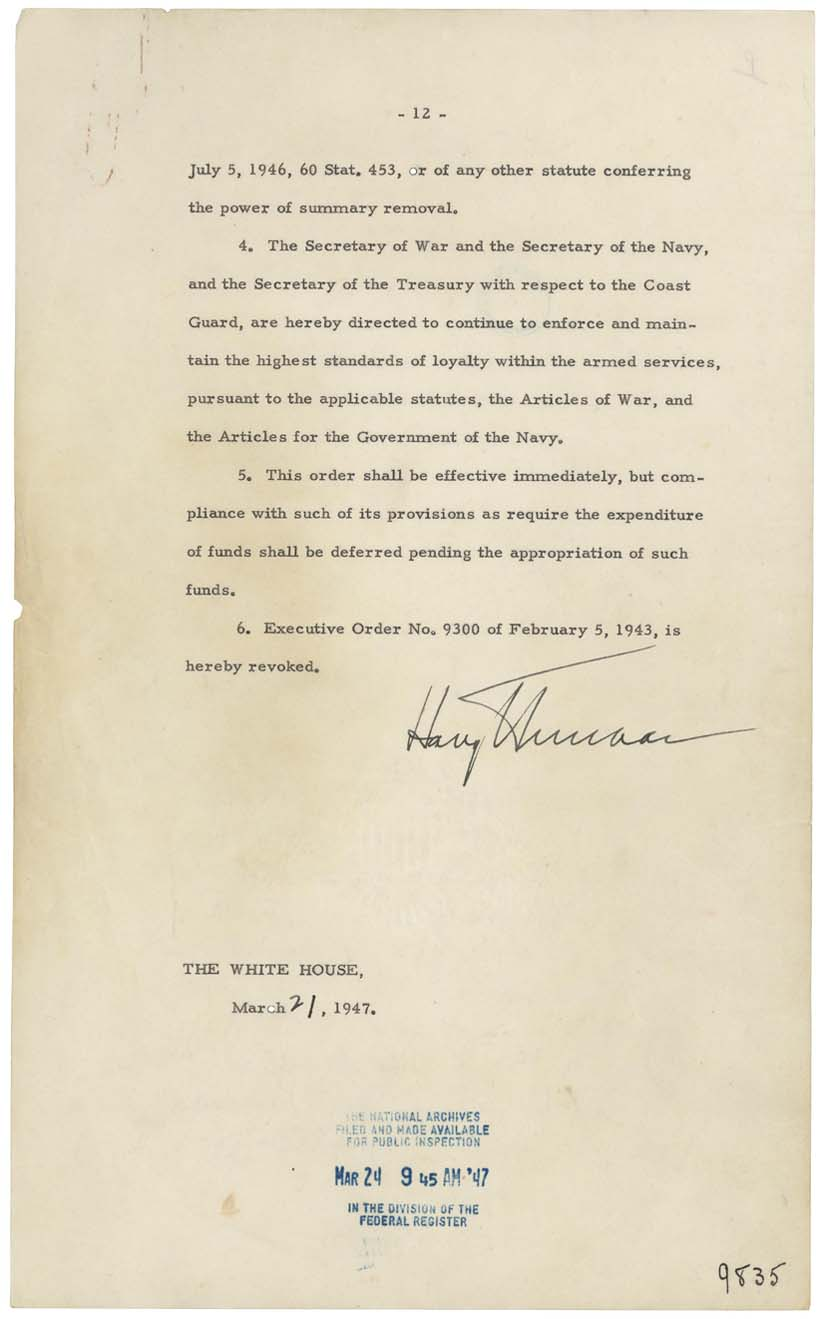
Podpis Harryho S. Trumana na poslední stránce výkonného nařízení č. 9835 z 21. března 1947

Ústava Spojených států amerických neobsahuje výslovné zmocnění k vydávání výkonných nařízení. Článek II oddíl 1 Ústavy svěřuje výkonnou moc přímo do rukou prezidenta. Oddíl 3 pak stanovuje další pravomoci a povinnosti prezidenta, mimo jiné „dohlížet na to, aby byly zákony svědomitě naplňovány“. Neplnění těchto povinností vystavuje prezidenta riziku odvolání (impeachmentu). 
Většina výkonných rozhodnutí zdůvodňuje svoji legitimitu právě výše uvedeným článkem jako součást pravomoci prezidenta, neboť jejich účelem je nasměrovat orgány federální výkonné moci ke správnému naplnění zákonů. Rovněž také může zákon Kongresu výslovně zmocnit prezidenta k vydání podrobné úpravy, podle principu secundum et intra legem.
Kongres má pravomoc zvrátit výkonné nařízení vydáním zákona, který nařízení zruší. Kongres může také odmítnout poskytnout finanční prostředky potřebné k provádění některých opatření výkonného nařízení. Prezident si zachovává pravomoc vetovat rozhodnutí Kongresu, nicméně Kongres může přehlasovat veto dvoutřetinovou většinou a výkonné nařízení s konečnou platností zrušit.
První výkonné nařízení podepsal George Washington 8. června 1789. Adresováno bylo vedoucím úředníkům ministerstev a federálních úřadů. Ukládalo jim, aby prezidentovi předložili „úplnou, přesnou a zřetelnou obecnou představou o záležitostech Spojených států.“

## Soudní spory
V roce 1935 zrušil Nejvyšší soud pět výkonných nařízení prezidenta Franklina Roosevelta (nařízení číslo 6199, 6204, 6256, 6284, 6855).
Výkonné nařízení 12954, vydané prezidentem Billem Clintonem v roce 1995, se pokusilo zabránit federální vládě uzavírat smlouvy s organizacemi, které měly na výplatní listině stávkokazy; federální odvolací soud následně rozhodl, že výkonné nařízení bylo v rozporu se Zákonem o národních pracovních vztazích, a jeho platnost zrušil. Výkonné nařízení 13155 prezidenta Clintona bylo také zrušeno. Toto výkonné nařízení ukládalo, aby federální dávky a služby byly poskytovány i v cizích jazycích. Toto výkonné nařízení bylo zrušeno 24. dubna 2001 Nejvyšším soudem v rámci soudního sporu Alexander v. Sandoval (99-1908) 532 US 275.
Dne 30. července 2014 Republikány vedená Sněmovna reprezentantů schválila usnesení zmocňující předsedu Sněmovny Johna Boehnera žalovat prezidenta Baracka Obamu s tvrzením, že byla překročena jeho výkonná pravomoc, když změnil klíčová ustanovení Zákona o cenově dostupné péči („Obamacare“) a tím, jak Republikáni tvrdili, došlo k „nepřiměřenému prosazování zákona o zdravotní péči“. Žaloba byla podána u okresního soudu USA pro District of Columbia 21. listopadu 2014.
Část výkonného nařízení „Ochrana národa před zahraničními teroristy vstupujícími do Spojených států“ (nařízení č. 13769), který zakázal vstup do Spojených států občanům sedmi zemí s muslimskou většinou, a to včetně osob s trvalým pobytem, byla dne 28. ledna 2017 napadena u federálního soudu v případu Darweesh v. Trump.

## Příklady
- Výkonné nařízení č. 6102, vydané 5. dubna 1933 Franklinem D. Rooseveltem - zákaz hromadění zlatých mincí, slitků a certifikátů
- Výkonné nařízení č. 9066,  vydané 19. února 1942 Franklinem D. Rooseveltem - nařízení internace Američanů japonského původu
- Výkonné nařízení č. 10914, vydané 21. ledna 1961 Johnem F. Kennedym - pokyn, aby ministerstvo zemědělství zajistilo potravinovou pomoc
- Výkonné nařízení č. 10924, vydané 1. března 1961 Johnem F. Kennedym - zřízení Mírových sborů[3]
- Výkonné nařízení č. 11110, vydané 4. června 1963 Johnem F. Kennedym - delegace pravomoci vydávat stříbrné certifikáty
- Výkonné nařízení č. 11615, vydané 15. srpna 1971 Richardem M. Nixonem - zmrazení cen a mezd na 90 dní při boji proti inflaci, které způsobilo tzv. Nixonův šok
- Výkonné nařízení č. 12546, vydané 3. února 1986 Ronaldem W. Reaganem - zřízení komise pro vyšetření havárie raketoplánu Challenger[4]
- Výkonné nařízení č. 13073, vydané 4. února 1998 Williamem J. Clintonem - opatření reagující na obavy z tzv. problému Y2K
- Výkonné nařízení č. 13119, vydané 13. dubna 1999, Williamem J. Clintonem - vyhlášení bojové zóny v Jugoslávii pro účely operace Spojenecká síla[5]
- Výkonné nařízení č. 13224, vydané 23. září 2001 Georgem W. Bushem - zmocnění úřadů k blokaci finančních prostředků a majetku osob podezřelých z terorismu
- Výkonné nařízení č. 13303, vydané 22. května 2003 Georgem W. Bushem - právní ochrana iráckých ropných produktů a amerických firem v Iráku
- Výkonné nařízení č. 13492, vydané 22. ledna 2009 Barackem H. Obamou - pokyn k uzavření věznice na Guantánamu
- Výkonné nařízení č. 13767, vydané 25. ledna 2017 Donaldem J. Trumpem - pokyn ke stavbě pohraniční zdi na hranicích s Mexikem
- Výkonné nařízení č. 13771, vydané 30. ledna 2017 Donaldem J. Trumpem - požadavek na zrušení dvou nařízení za každé nově přijaté